# Johnny Doughboy
Johnny Doughboy (Brasil: Ela Quer Ser Mulher ) é um filme norte-americano de 1942, do gênero musical, dirigido por John H. Auer e estrelado por Jane Withers e Henry Wilcoxon.

## Produção
O filme é mais lembrado pelos vários atores mirins e adolescentes que aparecem em pontas como eles mesmos: Bobby Breen (em seu último trabalho no cinema), Cora Sue Collins, Spanky McFarland, Carl 'Alfalfa' Switzer e Robert Coogan. Já Baby Sandy atuou pela oitava e última vez—ela, que nasceu em 1938, aposentou-se definitivamente aos quatro anos de idade, tendo estreado nas telas em 1939.
Jule Styne e Sammy Cahn compuseram três canções: It Takes a Guy Like I, Baby's a Big Girl Now e All Done, All Through. Outras canções foram escritas por Al Goodhart, Allan Roberts e Kay Twomey.
A trilha sonora, assinada por Walter Scharf, recebeu uma indicação ao Oscar da Academia.

## Sinopse
A jovem atriz Ann Withers agora quer papéis adultos e abandona Hollywood quando é contrariada. O estúdio a substitui pela presidente de seu fã-clube. Acontece que ambas são muito parecidas e, com isso, a confusão está armada.

## Principais premiações
| Prêmio | Categoria                            | Situação |
| ------ | ------------------------------------ | -------- |
| Oscar  | Melhor Trilha Sonora (filme musical) | Indicado |

## Elenco
| Ator/Atriz                | Personagem                  |
| ------------------------- | --------------------------- |
| Jane Withers              | Ann Winters / Penelope Ryan |
| Henry Wilcoxon            | Oliver Lawrence             |
| Patrick Brook             | Johnny Kelly                |
| William Demarest          | Harry Fabian                |
| Ruth Donnelly             | Biggy Biggsworth            |
| Etta McDaniel             | Mammy                       |
| Joline Westbrook          | Jennifer Lawrence           |
| Bobby Breen               | Bobby                       |
| Sandy Baby                | Sandy Baby                  |
| Carl 'Alfalfa' Switzer    | Alfalfa                     |
| George 'Spanky' McFarland | Spanky                      |
| Billy Lenhart             | Butch                       |
| Kenneth Brown             | Buddy                       |
| Cora Sue Collins          | Cora Sue                    |
| Robert Coogan             | Robert                      |
| Grace Costello            | Grace                       |